# Huerniopsis
Huerniopsis là chi thực vật có hoa trong họ Apocynaceae.